# Ochrotomys nuttalli
Genre
Espèce
Statut de conservation UICN

 LC  : Préoccupation mineure
Ochrotomys nuttalli est une espèce de mammifère de l'ordre des rongeurs et de la famille des Cricétidés. C'est la seule espèce du genre Ochrotomys.

## Répartition et habitat
Il vit dans le sud-est des États-Unis. On le trouve dans les fourrés, les forêts et à la lisière des champs.